# 西野美幸
西野 美幸（にしの みゆき、1976年6月13日 - ）は、日本のAV女優。LINX所属。

## 略歴・人物
神奈川県出身。
趣味・特技は日本舞踊。
2018年10月、マドンナの専属女優としてAVデビュー。
2018年12月より専属を離れ、企画単体女優となる。

## 出演作品

### アダルトDVD
- 激レア!! 母乳の出るアラフォー人妻 西野美幸 42歳 子供を産む度に敏感になる乳首― 乳首激イキAV Debut!!（10月25日、マドンナ）
- 母乳の出るアラフォー人妻第二弾―。 夫の部下に敏感な乳首を責められ続け母乳が止まらない… 上司の妻（11月25日、マドンナ）
- ママさん水泳クラブの元監督が開業した出張メンズエステでリアル盗撮（12月20日、スターパラダイス）※オムニバス作品
- 酔っぱらったおばさんに痴漢しても嫌がらないからそのままお持ち帰りして…（12月27日、グラフィティジャパン）※オムニバス作品

- 岡山から上京した嫁の母が… 巨乳義母 西野美幸 41歳（1月20日、スターパラダイス）
- 母乳宅配レディーの美幸です。 奇跡の42歳 天然母乳（1月20日、RADIX）
- 理想の母乳ママになってアゲル 西野美幸（2月1日、光夜蝶）
- 枯れない母乳と果てない性欲 西野美幸（2月1日、NON）
- 不機嫌な姉さんが僕にヤツ当たり、ついには僕のチ●ポを虐めてくるんだ。怖い怖いと思いながらも勃起しちゃってる僕を見てからかいながらザーメンタンクを空になるまで搾り取られちゃった（2月1日、NON）※オムニバス作品
- 母姦中出し 息子に初めて中出しされた母 西野美幸（2月14日、タカラ映像）
- 超密着!イチャLOVEプロレス（2月20日、レイディックス）※オムニバス作品
- ガチンコ 中出し!顔出し! 五十路ナンパ in大崎（2月23日、ビッグモーカル）※オムニバス作品
- デカ乳首母乳ママ（2月25日、豊彦）※「奥村美奈子」名義
- 娘の旦那を奪う嫁の母  II（2月27日、グラフィティジャパン）※オムニバス作品
- 家事代行サービスでやってきたオバサンの性処理素股オプション 5（3月1日、五十路ん）※オムニバス作品
- W母乳レズビアン 〜夫のいない昼の間だけ… 母乳にまみれる性欲旺盛ママレズ性交〜 長峰河南 西野美幸（4月7日、ビビアン）
- 隣に住む奥さんがウチの玄関前で泥酔×パンツ丸見えで爆睡中… なので自宅に連れ込んじゃいました! 4（4月20日、スターパラダイス）※オムニバス作品
- 42才で搾乳プレイにハマる俺らの言いなりババア 西野美幸（4月26日、光夜蝶）
- 歪んだ息子の乳しぼり 西野美幸（4月26日、NON）
- 男性用下着訪問販売員のおばさん 3（5月20日、スターパラダイス）※オムニバス作品
- デカ乳首母乳ママ 2（5月25日、豊彦）※「奥村美奈子」名義
- 伸張乳首 素人美熟女ナンパ!! 街で声をかけた美幸さん (43歳) は3児の母! 吸いに吸われまくってゴムゴムの乳首の持ち主になったアラフォー奥様だった! デカナガ乳首奥さんに遭遇（11月1日、五十路ん）
- 西野美幸、まるっと4時間やられっぱなし（11月1日、NON）※単体ベスト

- 若い男との年の差性交に身も心も溺れてしまうおばさんたち… 2章（1月27日、グラフィティジャパン）※オムニバス作品
- 嫁の母の着替え 2（7月20日、STAR PARADISE）※オムニバス作品
- 肩こりに悩む母を騙して性感マッサージさせたら… N.M 45歳（8月20日、STAR PARADISE）
- 酔っ払い熟女を連れ込み浮気セ●クス（8月20日、STAR PARADISE）※オムニバス作品
- どこまでヤレる!? デッサンモデルの人妻バイトさん（9月20日、STAR PARADISE）※オムニバス作品
- 「油断は禁物…」 息子が母親の体をマッサージ中にズボンを下げて半ケツにしたら…（10月20日、STAR PARADISE）※オムニバス作品
- 都内発! 未亡人 熟女デリヘル生本○交渉!（10月20日、STAR PARADISE）※オムニバス作品
- 男性用下着 販売レディのおばさんの枕営業（11月20日、STAR PARADISE）※オムニバス作品